# HMS Farndale (L70)
HMS Farndale (L70)  là một tàu khu trục hộ tống lớp Hunt Kiểu II của Hải quân Hoàng gia Anh Quốc được hạ thủy năm 1940 và đưa ra phục vụ năm 1941. Nó đã hoạt động cho đến hết Chiến tranh Thế giới thứ hai, cho đến khi xuất biên chế năm 1951 và bị bán để tháo dỡ năm 1962.

## Thiết kế và chế tạo
Farndale thuộc vào số 33 chiếc tàu khu trục lớp Hunt nhóm II, có mạn tàu rộng hơn nhóm I, tạo độ ổn định cho một tháp pháo QF 4 in (100 mm) Mark XVI nòng đôi thứ ba, cũng như cho phép tăng số lượng mìn sâu mang theo từ 40 lên 110.
Farndale được đặt hàng cho hãng Yarrow Shipbuilders tại Glasgow, Scotland vào ngày 4 tháng 9 năm 1939 trong Chương trình Chế tạo Khẩn cấp Chiến tranh 1939 và được đặt lườn vào ngày 21 tháng 11 năm 1939. Nó được hạ thủy vào ngày 30 tháng 9 năm 1940 và hoàn tất vào ngày 27 tháng 4 năm 1941. Con tàu được cộng đồng dân cư Southgate tại Middlesex đỡ đầu trong khuôn khổ cuộc vận động gây quỹ Tuần lễ Tàu chiến năm 1942.

## Lịch sử hoạt động

### 1941
Sau khi hoàn tất trang bị và chạy thử máy, Farndale đi đến Scapa Flow vào tháng 5 năm 1941 để thực hành cùng các tàu chiến thuộc Hạm đội Nhà. Nó sau đó được điều động sang Chi hạm đội Khu trục 13 đặt căn cứ tại Gibraltar vào tháng 6, làm nhiệm vụ hộ tống vận tải tại chỗ cùng Lực lượng Hộ tống Gibraltar. Vào ngày 17 tháng 7, nó gia nhập Đoàn tàu WS9C cùng các tàu khu trục Avon Vale (L06) và Eridge (L68) để hộ tống chiếc tàu chở quân Pasteur đi Gibraltar, đón những nhân sự được chuyển đến Malta.
Đoàn tàu WS9C bao gồm tám tàu buôn khởi hành từ Clyde để hướng đến Malta, được lực lượng thuộc Hạm đội Nhà hộ tống, và đổi tên thành Đoàn tàu MG1 sau khi tiến vào Địa Trung Hải. Vào ngày 21 tháng 7, đoàn tàu khởi hành từ Gibraltar để hướng đi Malta, được hộ tống bởi các tàu tuần dương hạng nhẹ Edinburgh (16), Manchester (15) và Arethusa (26) cùng tàu rải mìn Manxman (M70), các tàu khu trục Cossack (F03), Maori (F24), Sikh (F82), Fearless (H67), Foxhound (H69), Firedrake (H79), Avon Vale và Eridge cùng tàu khu trục Australia HMAS Nestor (G02). Sang ngày 22 tháng 7, đoàn tàu bị đối phương không kích dữ đội, khi Fearless bị đánh chìm và Manchester bị hư hại do trúng ngư lôi. Nó ở lại cùng Lực lượng X để tiếp tục hộ tống cho Đoàn tàu MG1 trong khi Lực lượng H rút lui vào ngày 23 tháng 7, và đến được Malta vào ngày hôm sau bất chấp bị xuồng phóng lôi E-boat đối phương tấn công. Sau khi được sửa chữa nồi hơi tại Malta, Farndale độc lập quay trở về Gibraltar vào ngày 31 tháng 7.
Trong tháng 8, Farndale tham gia hộ tống các Đoàn tàu HG72 và OG73. Vào ngày 24 tháng 9, nó cùng các tàu khu trục Cossack, Zulu (F18), Foresight (H68), Oribi (G66), Laforey (G99), Lightning (G55) và Heythrop (L85) tham gia hộ tống các tàu tuần dương Kenya (14), Edinburgh, Sheffield (C24), Hermione (74) và Euryalus (42) thuộc Lực lượng X để hỗ trợ gần cho Đoàn tàu GM2 băng qua eo biển Sicily. Đoàn tàu đi đến Malta vào ngày 28 tháng 9, và lực lượng quay về đến Gibraltar vào ngày 1 tháng 10. Nó khởi hành đi Alexandria, Ai Cập qua ngã mũi Hảo Vọng và Hồng Hải để vượt kênh đào Suez, đi đến Alexandria vào ngày 17 tháng 10.
Farndale được bố trí bảo vệ các đoàn tàu vận tải tiếp liệu cho Tobruk và tuần tra tại khu vực Đông Địa Trung Hải trong tháng 11. Vào ngày 11 tháng 12, nó tấn công bằng mìn sâu nhắm vào tàu ngầm Ý Caracciolo ngoài khơi Bardia, Libya; chiếc tàu ngầm đối phương buộc phải nổi lên mặt nước và bị đánh chìm bởi hải pháo. 53  người sống sót đã được cứu vớt.

### 1942
Vào ngày 9 tháng 2 năm 1942, Farndale chịu đựng đợt không kích của đối phương về phía Tây Mersa Matruh, một quả bom đánh trúng đã gây hư hại đáng kể cho lườn tàu; nó được chiếc tàu corvette Gloxinia (K22) kéo đến Mersa Matruh vào ngày 11 tháng 2. Con tàu được sửa chữa tạm thời tại Alexandria trong tháng 3 trước khi quay về Anh và tiếp tục được sửa chữa trong một xưởng tàu thương mại tại Luân Đôn. Việc sửa chữa hoàn tất vào ngày 8 tháng 8, khi nó chạy thử máy sau đại tu trước khi đi đến Scapa Flow để hoạt động cùng Hạm đội Nhà. Vào ngày 2 tháng 9, nó tham gia thành phần hộ tống cho Đoàn tàu Bắc Cực PQ 18 tại Loch Ewe trong chặng đường đi Na Uy, vốn bao gồm tàu khu trục Campbell (D60), tàu khu trục hộ tống Na Uy HNoMS Eskdale (L36) và bốn tàu đánh cá vũ trang. Nó tách khỏi Đoàn tàu PQ 18 vào ngày 7 tháng 9.
Sau đó Farndale được điều động tham gia hỗ trợ cho Chiến dịch Torch, cuộc đổ bộ của lực lượng Đồng Minh lên Bắc Phi. Nó cùng các tàu chị em Avon Vale, Calpe (L71) và Puckeridge (L108) được chuyển sang Đội khu trục 59 trong tháng 10, làm nhiệm vụ hộ tống các đoàn tàu vận tải tại Gibraltar. Khi Chiến dịch Torch được tiến hành, vào ngày 7 tháng 11, nó đã tham gia bắn phá hỗ trợ cho cuộc đổ bộ tại Oran, và sau đó tiếp tục hoạt động hộ tống vận tải và tuần tra tại khu vực Tây Địa Trung Hải.

### 1943
Từ tháng 1 đến tháng 4, 1943, Farndale được bố trí tại Gibraltar để hộ tống các đoàn tàu vận tải tại Đại Tây Dương và Địa Trung Hải. Trong tháng 5, nó hộ tống các đoàn tàu UGS8 và KMF14. Sang tháng 6, con tàu được điều động đến Algiers để chuẩn bị tham gia Chiến dịch Husky, cuộc đổ bộ của lực lượng Đồng Minh lên Sicily thuộc Ý. Nó tham gia Lực lượng Hỗ trợ phía Đông, nằm trong thành phần Đội hộ tống S, vào ngày 5 tháng 7 đã hộ tống Đoàn tàu KMS18 đi từ Algiers đến ngoài khơi bãi đổ bộ. Nó tách khỏi đoàn tàu vào ngày 8 tháng 7 để tiếp nhiên liệu trước khi quay trở lại tiếp tục bảo vệ đoàn tàu; và khi đến ngoài khơi Bark West vào ngày 10 tháng 7 đã tách khỏi KMS18 để làm nhiệm vụ tuần tra phòng không, bắn hải pháo hỗ trợ cũng như ngăn chặn tàu nổi đối phương can thiệp vào cuộc đổ bộ.
Sau khi Chiến dịch Husky thành công, Farndale quay trở lại nhiệm vụ hộ tống vận tải cho đến tháng 8, khi nó lại được huy động để chuẩn bị cho Chiến dịch Avalanche, cuộc đổ bộ của lực lượng Đồng Minh lên Salerno. Nó đã cùng các tàu khu trục hộ tống Cleveland (L46), Holcombe (L56), Calpe (D71), Atherstone (L05) và Liddesdale (L100) cùng các tàu khu trục hộ tống Ba Lan ORP Krakowiak và ORP Ślązak để hộ tống cho các tàu tuần dương Euryalus, Scylla (98) và Charybdis (88); các tàu sân bay hộ tống Battler (D18), Hunter (D80), Attacker (D02) và Stalker (D91) cùng tàu sân bay hạm đội hạng nhẹ Unicorn (I72) trong thành phần Lực lượng Đặc nhiệm 88. Lực lượng đi đến ngoài khơi bãi đổ bộ vào ngày 9 tháng 9, khi các tàu sân bay được triển khai như Lực lượng V trong cuộc đổ bộ. Nó chịu đựng những đợt không kích và tấn công bằng xuồng ngư lôi của đối phương.
Sau khi kết thúc chiến dịch, Farndale lại được bố trí vai trò hộ tống vận tải cùng với Atherstone, Calpe, Catterick (L81), Cleveland, Haydon (L75), Liddesdale, Krakowiak và Ślązak, đặt căn cứ tại Malta cho đến tháng 6, 1944.

### 1944
Vào tháng 7, 1944, Farndale được huy động cho Chiến dịch Dragoon, cuộc đổ bộ của lực lượng Đồng Minh lên miền Nam nước Pháp. Nó được điều động sang dưới quyền chỉ huy chung của Hải quân Hoa Kỳ, và đi đến Taranto để gia nhập đoàn tàu vận tải đổ bộ, rồi vào ngày 10 tháng 8 đã cùng các tàu corvette Aubretia (K96) và Columbine (K94), tàu khu trục Pháp Tempête và các tàu khác hộ tống cho Đoàn tàu TM1 đi từ Taranto đến khu vực đổ bộ. Lực lượng đi đến Ajaccio vào ngày 15 tháng 8 và đi đến bãi đổ bộ một ngày sau đó.
Sau khi tách khỏi Chiến dịch Dragoon, Farndale quay trở lại dưới quyền Hải quân Hoàng gia, và tiếp nối hoạt động hộ tống vận tải cùng chi hạm đội cho đến tháng 9. Con tàu được điều sang khu vực Đông Địa Trung Hải để hỗ trợ việc tái chiếm các đảo trong biển Aegean. Vào ngày 24 tháng 9, nó đã tuần tra ngăn chặn tàu bè đối phương triệt thoái binh lính. Sang tháng 10, nó được điều động quay trở về Anh, vào tháng 11 đã gia nhập Chi hạm đội Khu trục 16 đặt căn cứ tại Harwich. Nó được bố trí tuần tra ven biển và hộ tống vận tải tại Bắc Hải và cửa sông Thames, do đối phương tăng cường quấy rồi bằng tàu phóng lôi E-boat và tàu ngầm trang bị ống hơi, tấn công các đoàn tàu vận tải ven biển.

### 1945
Farndale tiếp tục nhiệm vụ hộ tống vận tải ven biển, vào ngày 14 tháng 1, 1945 đã đụng độ với các tàu E-boat ngoài khơi cửa sông Humber. Đến tháng 4, con tàu được đề cử sang hoạt động cùng Hạm đội Viễn Đông. Nó được đại tu và tái trang bị trong tháng 5, và sang tháng 6 đã lên đường để cùng các tàu chị em Bicester (L31), Blackmore (L43), Bleasdale (L50) và Brecon (L76) gia nhập Chi hạm đội Khu trục 18 đặt căn cứ tại Trincomalee, Ceylon. Sau khi đến căn cứ mới vào tháng 7, nó chuẩn bị và tổng dượt cho cuộc đổ bộ lên Malaya trong khuôn khổ Chiến dịch Zipper. Tuy nhiên, Nhật Bản đã chấp nhận đầu hàng trước khi chiến dịch bắt đầu, vào ngày 9 tháng 9, nó đã đưa lực lượng chiếm đóng đến cảng Swettenham gần Port Dickson, Malaya.

### Sau chiến tranh
Farndale quay trở về Anh, về đến Sheerness vào tháng 11, 1945, và được đưa về Hạm đội Dự bị tại Chatham. Nó được huy động trở lại phục vụ cùng Bộ chỉ huy Nore vào năm 1946 rồi lại trở về lực lượng dự bị tại Chatham năm 1951, trước khi chuyển đến Hartlepool. Con tàu được đưa vào Danh sách Loại bỏ năm 1961, được bán cho hãng BISCO năm 1962, và được tháo dỡ bởi hãng Hughes Bolckow tại Blythe vào ngày 29 tháng 11, 1962.